# جورجي ستيفانوف
جورجي ستيفانوف (بالبلغارية: Георги Стефанов)‏ (13 يوليو 1988 ببلوفديف في بلغاريا - ) هو لاعب كرة قدم بلغاري في مركز الهجوم. لعب مع نادي بوتيف بلوفديف ونادي سبارتاك بليفين ونادي فيريا ونادي لوكوموتيف بلوفديف ونادي ليتكس لوفتش وFC Lyubimets ‏ ونادي ماريتسا بلوفديف وFC Rakovski ‏ وFC Belite Orli Pleven ‏.

## وصلات خارجية
- جورجي ستيفانوف على موقع قاعدة بيانات كرة القدم.إي يو (الإنجليزية)
- جورجي ستيفانوف على موقع Soccerway.com (الإنجليزية)